# Rustami Emomaly
Rustami Emomaly, (tadzjikiska: Рустами Эмомалӣ), till 2007 Rustam Emomalijevitj Rahmonov (tadzjikiska: Рустам Эмомалиевич Раҳмонов), född 19 december 1987 i Danghara i Tadzjikistan, är Dusjanbes borgmästare sedan 12 januari 2017, och äldste sonen till Tadzjikistans nuvarande president, Emomaly Rahmon. Han förväntas efterträda sin far som Tadzjikistans president i framtiden.
Utanför politiken är Rustami Emomaly även president för det Tadzjikiska Fotbollsförbundet. Han var dessutom medgrundare av fotbollsklubben Istiqlol Dusjanbe år 2007, som han spelade i som anfallare från samma år till 2012.